# Ad Dahi (huyện)
Huyện Ad Dahi là một huyện thuộc tỉnh Al Hudaydah, Yemen. Đến thời điểm năm 2003, huyện này có dân số 54503 người